# تضيق الأجفان
تضييق الأجفان (بالإنجليزية: Blepharophimosis)‏ هو اعتلال خلقي تكون فيه الجفون غير مكتملة النمو بحيث لا يمكن فتحها بشكل طبيعي وتغطي جزءًا من العينين بشكل دائم. تكون شقوق الجفن الرأسية والأفقية (فتحات الجفن) أصغر. نتيجةً لذلك، تبدو العينين متباعدة بشكل أكبر، وهو ما يُعرف بتباعد الموقين.

## المظهر
بالإضافة إلى صغر الشق الجفني، يمكن أن تشمل الأعراض الأخرى طية فوق الموق (ثنية جلدية من الجفن العلوي تغطي الزاوية الداخلية للموق)، انخفاض في جسر الأنف، تدلي الجفن، وتباعد الموقين.

## حالات مرتبطة
متلازمة تضيق الأجفان، تدلي الجفن، وطية فوق الموق يشكل تضييق الأجفان جزءًا من متلازمة تضيق الأجفان، تدلي الجفن، وطية فوق الموق (بالإنجليزية: blepharophimosis, ptosis, epicanthus inversus syndrome)، والتي تسمى أيضًا متلازمة انقلاب الجفن، وهي صفة جسمية سائدة تتميز بتضيق الجفن، تدلي الجفن العلوي، طية فوق الموق (ثنية جلدية من الجفن العلوي تغطي الزاوية الداخلية للموق) وتباعد الموقين (اتساع المسافة بين الزوايا الداخلية للجفون). يكون جسر الأنف في هده الحالة مسطحًا ويكون طرف العظم الحجابي لمحجر العين غير مكتمل النمو أو ناقص التنسج.
هناك نوعان معروفان لهذه المتلازمة، النوع الأول والنوع الثاني.

## تاريخ
قد يكون طبيب العيون الفرنسي فينيز (1889) هو أول من وصف هذه الحالة، وهي تمثل حثل في الجفون.